# 曹顺友
曹顺友，中华人民共和国政治人物、全国脱贫攻坚先进个人。

## 生平
曹顺友任威宁彝族回族苗族自治县新发布依族乡龙滩村党支部书记。因在脱贫攻坚战中作出突出贡献，2021年2月25日全国脱贫攻坚总结表彰大会上，曹顺友被授予“全国脱贫攻坚先进个人”。